# Perä-Aholan niityt
Perä-Aholan niityt este o arie protejată (arie specială de conservare — SAC, sit de importanță comunitară — SCI) din Finlanda întinsă pe o suprafață de 2 ha, integral pe uscat.

## Localizare
Centrul sitului Perä-Aholan niityt este situat la coordonatele 61°06′20″N 28°41′14″E / 61.1056°N 28.6872°E.

## Înființare
Situl Perä-Aholan niityt a fost declarat sit de importanță comunitară în mai 2002 pentru a proteja un număr necunoscut de specii din flora spontană și fauna sălbatică aflate în arealul zonei. Situl a fost protejat și ca arie specială de conservare în aprilie 2015.

## Biodiversitate
Situată în ecoregiunea boreală, aria protejată nu include niciun habitat protejat.
La baza desemnării sitului se află un număr nedeclarat de specii protejate.